# Tats Lau
Tats Lau Yee-Tat (chino simplificado: 刘以达, chino tradicional: 刘以达; Mandarín Pinyin: Liu Yǐdá; Jyutping: Lau4 Ji5 Daat6, nacido el 27 de febrero de 1963) es un actor, cantante, compositor, músico y comediante de Hong Kong.

## Carrera musical
Durante la década de los años 1980, se mantuvo activo en la escena musical independiente de Hong Kong. Fundó varias bandas underground como DLLM y OEO Oriental Electric Orchestra, con imitaciones de YMO).
Su carrera alcanzó su punto culminante cuando estableció el género Cantopop clásico a dúo con Tat Ming Pair y Anthony Wong Yiu Ming. Tats Lau fue el principal compositor de la música e instrumentista en Tat Ming, mientras que Anthony Wong era el vocalista principal. A diferencia de otros músicos Canotpop en la misma generación, Lau obtiene una fuerte influencia de la música Synth pop desde el Reino Unido. Tat Ming, junto y Tai Chi, con el tiempo se convirtieron en uno de los grupos musicales más importantes de Hong Kong de la historia.
Después de la disolución de Tat Ming, Lau ha creado varios grupos de música como Lau and Dream (劉以達與夢), Tats Lau Government School (劉以達官立小學) y 达 与 璐. Sin embargo, los únicos grupos que disfrutaron de un éxito limitado en comparación con Tat Ming. En 2009, Lau formó una banda llamada LOVE MISSION, junto a los demás miembros como Charis Chung (钟凯莹, vocalista), Ip Rita (古惑 猫, teclado + vocal de fondo), Man Kit Wong (黄文杰, bajo + coros), Anson Tang (邓 应 祈, batería).

## Filmografía
- Fatal Contact (2006)
- The Jade and the Pearl (2010)
- Perfect Wedding (2010)
- The Way We Were (2011)